# Fort Rupert

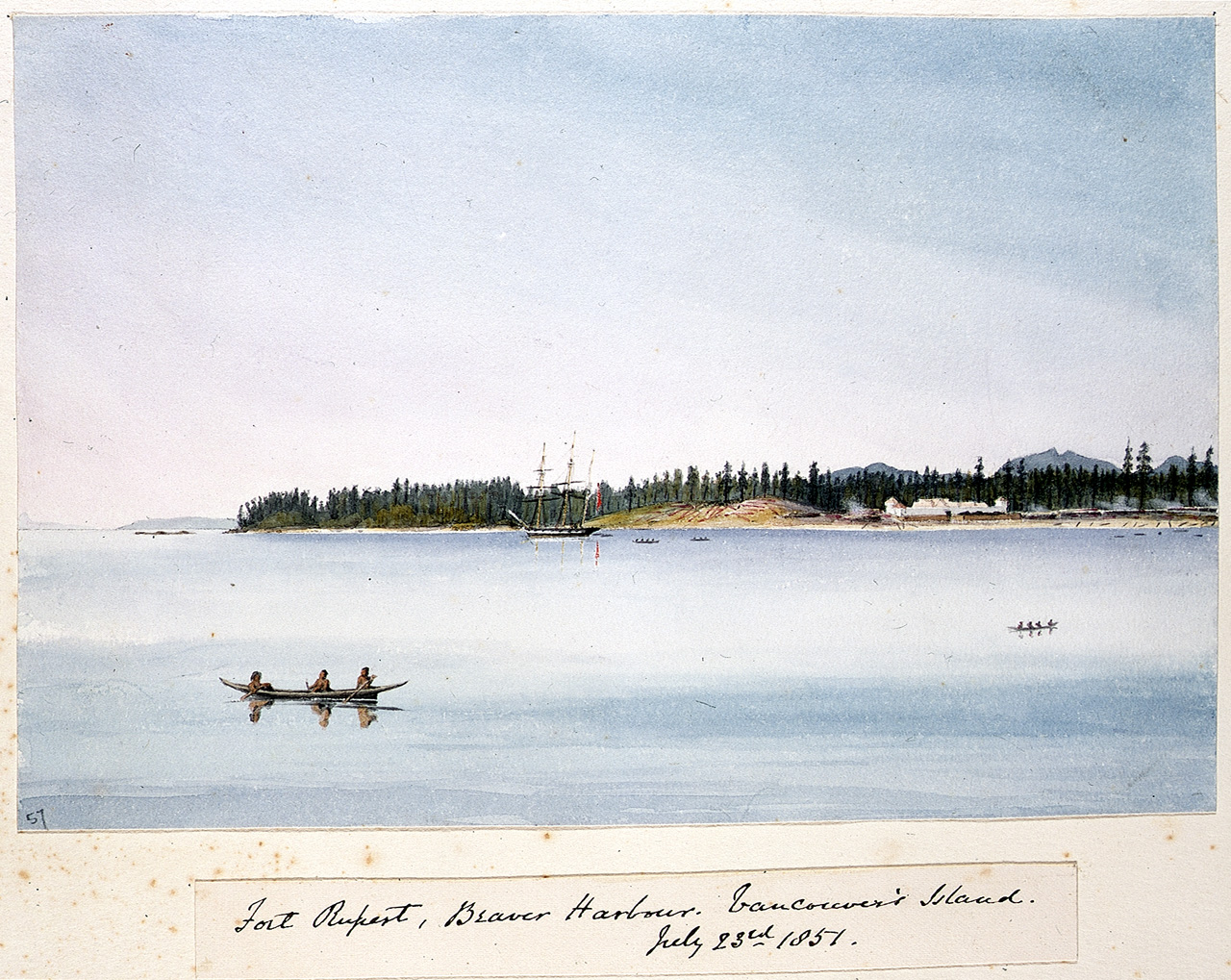
Fort Rupert, 1851.

Fort Rupert is een voormalig fort van de Hudson's Bay Company (HBC) aan de oostkust van het Vancouvereiland, Brits-Columbia. De vestiging op Beaver Harbor ligt ongeveer 11 kilometer over de weg ten zuidoosten van Port Hardy .

## Kolen & vestingwerken
In 1835 werd de company zich bewust van steenkoolafzettingen in het gebied, maar er was geen markt voor tot de opkomst van de stoomboot tien jaar later. 
De HBC realiseerde zich toen dat de sluiting van Fort McLoughlin in het begin van de jaren 1840 een vergissing was geweest en zocht een nieuwe locatie, vooral ingegeven door de interesse van de vloot in steenkool. In 1849 richtten mannen onder leiding van kapitein William Henry McNeill, bijgestaan door John Work, Fort Rupert op. Vernoemd naar prins Rupert van de Rijn, de eerste HBC-gouverneur, zou de versterking bescherming morten bieden tegen de felle Nahwitti- krijgers in de buurt. De 5 meter hoge palissade bevatte een kanon in elk van de twee bastions . Ongeveer een dozijn Europeanen bemanden het fort. Het enige contact met de buitenwereld was de tweejaarlijkse HBC-stoomboot.  
In 1851 was de bouw voltooid.  Dat jaar werd Robert Dunsmuir benoemd tot voorman over een bemanning van vooral mijnwerkers. Vooral de Schotse mijnwerkers weigerden andere dan mijnbouwwerkzaamheden te verrichten, en waren ook ontevreden dat het bedrijf weinig bescherming bood tegen gewapende aanvallen van buiten. Arbeiders die weigerden, werden in de boeien geslagen en op rantsoen geplaatst. Ontsnapte deserteurs riskeerden de dood door toedoen van de Nahwitti.  De mijnbouw stopte in 1852. Dunsmuir werd opnieuw toegewezen aan de HBC-steenkooloperaties in Nanaimo . 
De twee kanonnen waren niet in goede staat gehouden mede omdat elke poging om het fort te verdedigen zinloos zou zijn vanwege de overweldigende aantallen tegenstanders. Individuele Nahwitti beklommen de buitenmuren en loerden naar de bewoners. 

## Vroege aanwezigheid van de First Nations

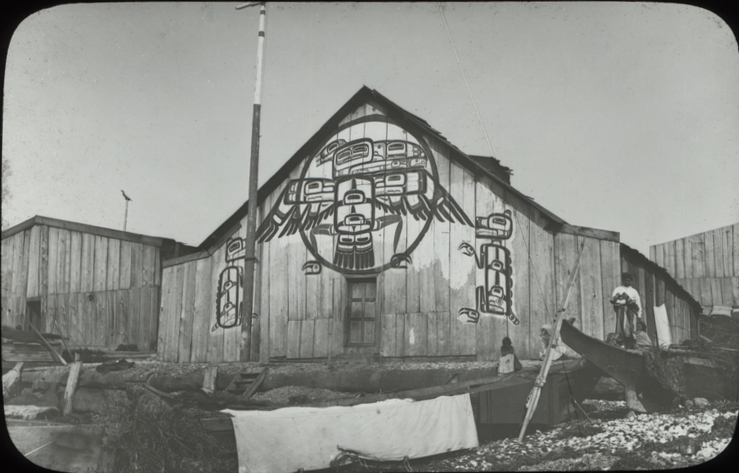
Kwakwaka'wakw-huis, Fort Rupert, 1885

Er waren geen First Nations-nederzettingen in de directe omgeving. Vanwege de nieuwe handelspost, ontstond er snel een Kwakwaka'wakw- nederzetting, waar ongeveer 600-700 mensen woonden.  Bij bezoeken van de Royal Navy werd geprobeerd de onderlinge stammenoorlogen in te dammen,  maar als men weigerde stamleden uit te leveren die werden gezocht voor moord werden ook huizen afgebrand. 
Tijdens de pokkenepidemie in de Pacific Northwest van 1862 werden duizenden inheemse mensen uit grote semi-permanente kampen in de buurt van Victoria verdreven en gedwongen terug te keren naar hun thuisland, waarbij ze de pokken verspreidden over de kust van de Pacific Northwest. Groepen Kwakwaka'wakw brachten zo de pokken van Victoria naar het Fort Rupert-gebied. HBC - medewerker Hamilton Moffat zorgde voor inenting van meer dan 100 stamleden in de buurt van Fort Rupert met een pokkenvaccin . Niettemin verspreidden de pokken zich over het noorden van Vancouver Island. In de zomer van 1862 verminderde de pokken de bevolking van Kwakwaka'wakw met meer dan 50%.
Kannibalisme, als onderdeel van het offeren van slaven of kinderen, werd tot in de jaren 1870 onder de stammen beoefend.  Twee decennia later werd het ritueel nog steeds uitgevoerd, maar nu met lijken.

## Handelspost vervangt fort
Het fort bleef als handelspost bestaan, maar in de jaren 1860 liep de handel terug. Een brand in 1863 verwoestte vier huizen en kostte één leven. In 1868 werd factor Robert Hunt overgebracht naar Fort Simpson, maar keerde terug in 1872. In 1882 had de HBC het fort verlaten. In 1885 kocht Hunt de hele site voor $ 1.500. In 1889 verwoestte een brand de voormalige officiersverblijven.
De Nahwitti stam heeft daarna voorwerpen uit de ruïnes geborgen, waaronder metalen voorwerpen zoals messen, spijkers en hamers. Naar verluidt hebben ze ook ijzeren en koperen acht-ponder kanonnen meegenomen en bewaard in hun dorp, Ku-Kultz.
De familie Hunt had een winkel, die over ging naar de familie Cadwallader. Een boeking uit 1890 vermeldt een diefstal van $ 96,50, Cadwallader spoorde de twee verdachten op en verhaalde het bedrag. 

## Hedendaagse First Nations

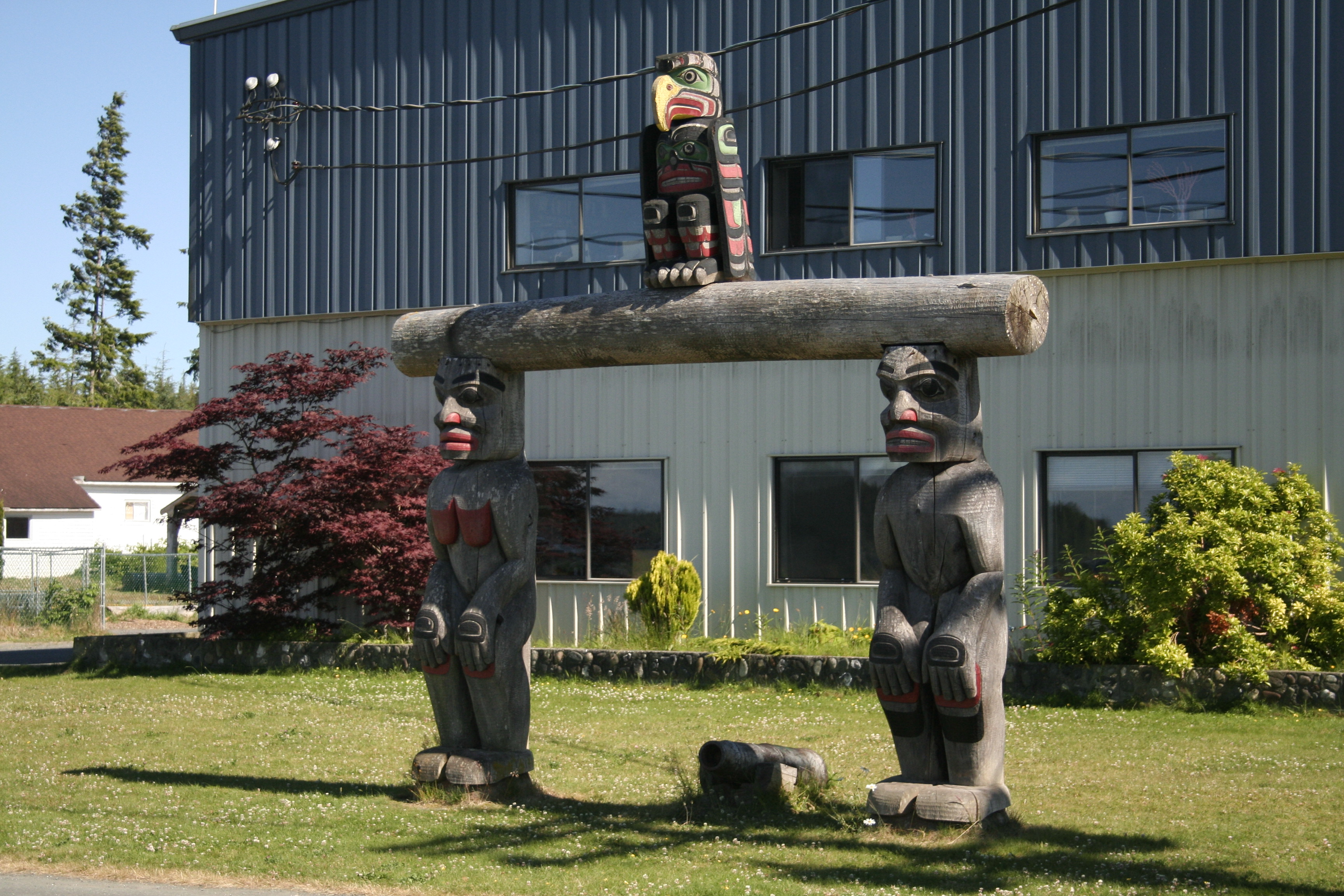
Een totempaal voor U'gwamalis Hall, het gemeenschapshuis voor de Kwakiutl First Nation.

Het huidige dorp Fort Rupert bestaat uit een historisch Kwakwaka'wakw -dorp van de Kwagu'ł (Kwagyewlth of Kwakiutl) en de Komoyue-subgroep, waar het maken van totempalen en traditionele kunstwerken en ambachten een bron van inkomsten zijn. De huidige overheid voor de Kwagu'ł is de Kwakiutl First Nation .
Rotstekeningen, zijn te vinden op de zandsteenformaties in de hogere getijdenzones onder het voormalige fort.

## Archeologische site
Blijkbaar is in 1976 een kanon van Ku-Kultz naar Vancouver overgebracht. Het Maritiem Museum van British Columbia heeft een gietijzeren 9-ponder carronade waarvan wordt aangenomen dat deze afkomstig is van het fort. Vervolgens stuitten duikers op zes kanonnen op een zandstrand van een afgelegen baai in de regio.
Op de plaats van Fort Rupert zijn alleen nog verschillende funderingen, rioleringen, de enorme stenen schoorsteen van de woning van de factor, de begraafplaats van de familie Hunt en de ingestorte Cadwallader-winkel te vinden. 

## voetnoten
1. 1 2 3 4 5 6 7 8 9  Paterson & Basque 1999.
2. 1 2 3 4  Simonsen & Judd 2011.
3. ↑  Van Rijn, Kiran (2006). "Lo! The poor Indian!" Colonial Responses to the 1862-63 Smallpox Epidemic in British Columbia and Vancouver Island. Canadian Bulletin of Medical History 23 (2): 541–560. PMID 17214129.
4. ↑  Boyd, Robert (1999). The Coming of the Spirit of Pestilence: Introduced Infectious Diseases and Population Decline Among Northwest Coast Indians, 1774–1874. University of British Columbia Press, "A final disaster: the 1862 smallpox epidemic in coastal British Columbia", 172–201. ISBN 978-0-295-97837-6. Geraadpleegd op 10 February 2021.
5. ↑  Coronada Mercury, 28 Dec 1889. www.cdnc.ucr.edu.
6. ↑  Barlee, N.L. (1976). Historic Treasures and Lost Mines of British Columbia. Canada West.
7. ↑  Artillery preserved in British Columbia, Victoria, Maritime Museum of BC. www.silverhawkauthor.com. Gearchiveerd op 19 april 2021. Geraadpleegd op 19 juni 2022.